# Île Kouaré
L’île Kouaré est un îlot de Nouvelle-Calédonie, situé en province Sud. 
Le 9 mai 2015 un homme, âgé d'une cinquantaine d'années, a été attaqué, à plusieurs reprises, par un requin, alors qu'il participait à une sortie en mer près de l'île Kouaré.